# Karin Lamberg-Skog
Karin Lamberg-Skog, född 17 januari 1961 i Uppsala, är en svensk längdskidåkare. Hon tävlade för IFK Mora och för Hagunda IF.
Lamberg-Skog deltog i tre olympiska spel, OS i Lake Placid 1980, OS i Sarajevo 1984 och OS i Calgary 1988.
I VM i Oberstdorf 1987 tog hon brons i stafett tillsammans med Magdalena Forsberg, Marie-Helene Östlund och Annika Dahlman.